# Німецькі відмінки
В німецькій мові існує чотири відмінки:
- називний (Nominativ; Wer-Fall, erster Fall)
- родовий (Genitiv; Wes[sen]-Fall, zweiter Fall)
- давальний (Dativ; Wem-Fall, dritter Fall)
- знахідний (Akkusativ; Wen-Fall, vierter Fall).

Відмінкові форми в німецькій мові утворюються за допомогою артикля і відмінкових закінчень. Зміна іменників за відмінками називається відмінюванням, а сам тип, за яким змінюється іменник за відмінками, називається відміною.
 Тип відміни іменників визначається за їх закінченням у родовому відмінку однини. У німецькій мові розрізняють три типи відмін іменників:
- Сильна відміна, або відміна із закінченням -(e)s (die starke Deklination, die (e)s — Deklination)
- Слабка відміна, або відміна із закінченням -(e)n (die schwache Deklination, die (e)n — Deklination)
- Жіноча відміна, або відміну без закінчень (die weibliche Deklination, die endungslose Deklination)
- Перехідна група, або відміна із закінченням -(e)ns (die Übergangsgruppe, die (e)ns — Deklination).

Характерною особливістю сильної відміни іменників (die starke Deklination) виступає флексія -(e)s в родовому відмінку однини. Іноді іменники у давальному відмінку однини вживаються із закінченням -e.

## Сильна відміна
До сильної відміни належать:
- Іменники чоловічого роду, за винятком тих, які належать до слабкої відміни;
- Іменники середнього роду, крім іменника das Herz.

## Слабка відміна
Слабка відміна іменників або відміна із закінченням -(e)n (die schwache Deklination, die (e)n — Deklination) характеризується закінченням -(e)n у непрямих відмінках.
До слабкої відміни належать іменники чоловічого роду, які означають істоти:
- Прості іменники, що закінчуються на -e: der Affe, der Bote, der Bube, der Hase, der Junge, der Knabe, der Löwe, der Neffe, der Recke, der Riese, der Schütze, der Sklave, der Zeuge.
- Прості іменники, що закінчуються на приголосний, а раніше закінчувалися на -e в називному відмінку, наприклад, der Ahn, der Bär, der Fürst, der Graf, der Held, der Herr, der Hirt, der Mensch, der Ochs, der Prinz, der Spatz, der Tor.Також до цієї групи також відносяться іменники, утворені за допомогою суфікса -e, які означають національність: der Finne, der Bulgare, der Däne, der Franzose, der Pole, der Russe, der Slowake, der Tscheche. Іменники іншомовного походження із суфіксами -ant, -arch, -ast, -at, -ekt, -ent, -et, -graph, -ist, -it, -log(e), -nom, -og(e), -ot, -soph, наприклад, der Monarch, der Phantast, der Diplomat, der Architekt, der Student, der Poet, der Biograph, der Publizist, der Biolog(e), der Agronom, der Pilot, der Philosoph.Іменники, утворені за допомогою префікса ge- і суфікса -e: der Gefährte, der Gehilfe, der Genosse, der Geselle.

До слабкої відміни належать також кілька іменників іншомовного походження чоловічого роду із суфіксами -ant, -at, -et, -graph, що означають предмети, наприклад, der Brilliant, der Diamant, der Foliant, der Konsonant, der Automat, der Komet, der Planet, der Barograph, der Oszillograph, der Paragraph, der Telegraph. 

## Жіноча відміна
Жіноча відміна іменників (die weibliche Deklination, die endungslose Deklination) характеризується відсутністю особових закінчень в усіх відмінках однини, тому вона ще називається відміною без закінчень. Відмінок іменника можна визначити тільки за артиклем. До цієї категорії відмін відносяться всі без винятку іменники жіночого роду.

## Перехідна група
Крім основних трьох типів відмінювання існує також так звана перехідна група (die Übergangsgruppe, die (e)ns — Deklination). До цієї групи входять іменники, які раніше належали до слабкого відмінювання, але в них є тенденція переходити до сильної. Оскільки цей процес ще триває, в них присутні ознаки іменників слабкої і сильної відмін.
В усіх непрямих відмінках іменники отримують закінчення -(e)n, характерне для іменників слабкої відміни, а в родовому відмінку закінчення -s, характерне для іменників сильної відміни. 
До перехідної групи у відмінюванні іменників належать іменники чоловічого роду: der Frieden (der Friede), der Funke, der Gedanke, der Glaube, der Haufe, der Name, der Same, der Schade, der Wille, der Buchstabe (раніше належав до слабкої відміни). 
Також до цієї групи відноситься іменник середнього роду das Herz. 
У множині розрізняють дві відміни іменників — відміну без закінчень (die pluralische Deklination) і відміну із закінченням у давальному відмінку (die Deklination mit der Dativendung). 